# سانتا مارگریتا دادیجه
سانتا مارگریتا دادیجه (به ایتالیایی: Santa Margherita d'Adige) یک کومونه در ایتالیا است که در استان پادووا واقع شده‌است. سانتا مارگریتا دادیجه ۱۲٫۷ کیلومتر مربع مساحت و ۲٬۳۰۸ نفر جمعیت دارد.